# ترسییا د لا آبادسا
ترسییا د لا آبادسا (به اسپانیایی: Torrecilla de la Abadesa) یک شهرستان در اسپانیا است که در استان وایادولید واقع شده‌است.